# جونیور دورکین
جونیور دورکین (انگلیسی: Junior Durkin؛ ۲ ژوئیهٔ ۱۹۱۵ – ۴ مهٔ ۱۹۳۵) یک هنرپیشه اهل ایالات متحده آمریکا بود.